# Georg Christoph Wagenseil
Georg Christoph Wagenseil (Vienne, 29 janvier 1715 – Vienne, 1er mars 1777) est un compositeur autrichien, membre de l'école préclassique de Vienne.

## Biographie
Natif de Vienne, il est chantre de la chapelle de l'Impératrice Wilhelmina Amalia et reçoit des leçons de clavecin et d'orgue de Matteo Palotta puis, en composition est l'élève préféré du maître de chapelle Johann Joseph Fux. Wagenseil lui-même, compose dès 1736 (une messe) et est nommé compositeur de la cour le 4 décembre 1738, poste qu'il conserve jusqu'à sa mort. Il remplace Gottlieb Muffat et en 1741 il est nommé organiste de l'impératrice Elisabeth Christine (veuve de Joseph Ier) pour laquelle il compose de nombreuses œuvres sacrées jusqu'à sa mort en 1750. 
En 1745, il fait partie des musiciens de la cérémonie du couronnement de François Stéphane de Lorraine à Francfort.
Grâce à des congés octroyés par Marie-Thérèse, il a effectué deux voyages en Italie, à Venise (1745), Florence (1746) et Milan, où il se familiarise avec l'opéra moderne italien et dirige la création des siens. Il compose dès lors pour le théâtre de la cour, de nombreuses œuvres, trait d'union stylistique entre Fux et Gluck (en poste à Vienne dans la décennie 1760). En 1748 son opéra Allessandro nelle Indie reçoit un triomphe et il touche une grosse somme, 1 650 florins – alors que Gluck n'en perçoit que 421 pour Semiramide. 
En 1749 il est nommé professeur de clavecin de la jeune archiduchesse Marie-Thérèse, de ses cinq filles et du prince héritier. Ces préoccupations pédagogiques se formalisent en 1751 lorsqu'il publie une méthode de clavier. Ses doigtés sont plus modernes que ceux de Carl Philipp Emanuel Bach. Son habitude était généralement d'enseigner avec deux clavecins, le sien et celui de l'élève. Cette activité vaut à Wagenseil une large considération et l'on peut suivre les élèves de ses élèves jusqu'au début du XIXe siècle. Mozart, âgé de six ans, lors de son passage à la cour viennoise en 1762, réclame Wagenseil qu'il connaît comme pédagogue : « Il faut qu'il vienne, celui-là : il s'y connaît ». 
Malgré une tournée empêchée par la Guerre de Sept Ans, il profite de la nouvelle alliance avec la France en 1756 et d'un privilège pour l'impression pour diffuser ses symphonies et – bien que virtuose du clavecin – y est reconnu. Ses œuvres remportent un vif succès, et sont représentées huit fois aux programmes du Concert Spirituel. 
En 1769, pour raison de santé, il renonce à son poste à la cour et se retire de la vie publique et meurt de tuberculose en 1777 à Vienne, après y avoir passé la plus grande partie de sa vie.
Parmi ses disciples figurent : František Xaver Dušek, Leopold Hofmann, Josef Antonín Štěpán (son successeur comme professeur de clavecin à la cour), et Johann Baptist Schenk (qui enseigna à Ludwig van Beethoven).

## Style
Bien qu'il soit largement oublié aujourd'hui, Wagenseil était un musicien bien connu à son époque, Haydn et Mozart connaissaient ses œuvres, le tenaient en grande estime, s'en inspirèrent ; Mozart le jouait souvent. Charles Burney le tenait en égal avec Haendel, Scarlatti et Bach ; et lors de son passage à Vienne en 1772, il se demandait quels grands musiciens pouvaient rivaliser avec Hasse, Gluck et Wagenseil...
Ses symphonies – dont on trouve de nombreuses copies partout en Europe – ont toutes la coupe vif-lent-vif issue de la sinfonia d'opéra. Toutes celles composées avant 1750 en sont en fait détachées d'une œuvre théâtrale. La symphonie pré-classique n'est pas le morceau principal du concert, mais prépare le public à ce qui suit, généralement vocal. Cependant, Wagenseil multiplie par deux la durée des symphonies pour le concert et, tout en gardant le schéma à trois mouvements (sans jamais ajouter de menuet) expérimente de nombreuses nouveautés d'orchestration : par exemple en doublant avec des flûtes les violons, en substituant les cors par des trombones, etc. 
Dans le domaine de la musique instrumentale, il invente des formes : ses 6 quatuors pour trois violoncelles et contrebasse (c. 1764) sont une chose unique dans le répertoire et de découpe typique du futur quatuor à cordes en quatre mouvements ; plaçant le menuet le plus souvent en mouvement II, mais parfois en III, ou à la fin.
Ses premières œuvres sont baroques, dans la droite ligne de Fux mais avec des influences d'italiens tels Caldara (second maître de chapelle avec Fux), alors que ses pièces tardives sont d'un style galant plus léger. Beaucoup ont été publiées dans les grands centres d'éditions de l'époque que sont d'abord Paris, puis Amsterdam, Londres, l'Allemagne et Vienne.

## Œuvres

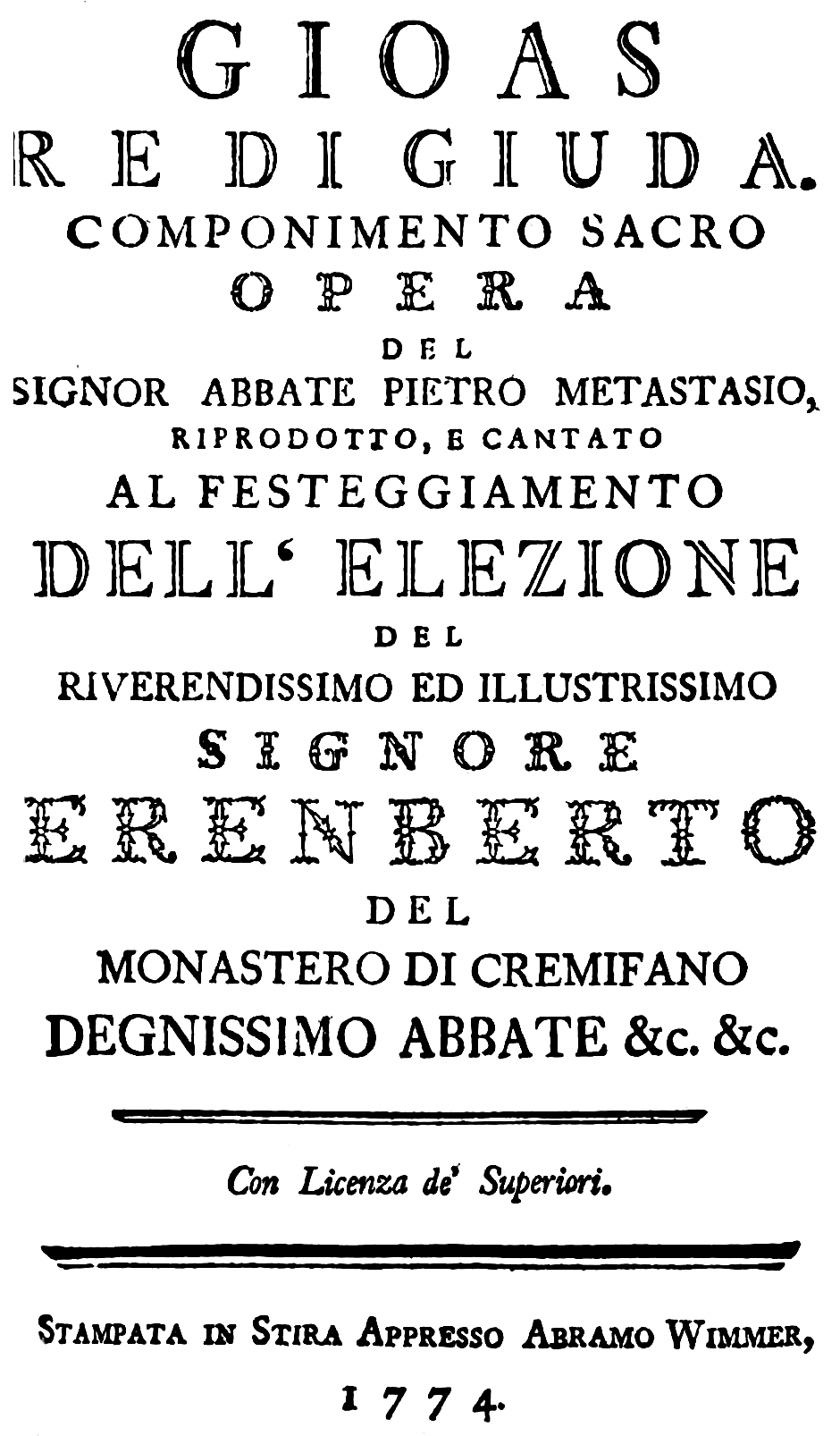
Page de titre de Gioas re di Giuda, Steyer 1774.

Wagenseil compose de nombreux opéras, des chœurs, 103 concertos (entre autres : Concerto pour harpe, flûte, un pour trombone, deux violons, au moins 3 pour violoncelle et orchestre (en sol, la et ut majeur), ainsi que 27 concertos pour clavecin), 96 symphonies (dont certaines publiées à Paris dès 1758), 93 pièces de musique de chambre et une centaine de pièces pour le clavier. 
Le catalogue des œuvres de Wagenseil a été dressé par Helga Scholz-Michelitsch (1966 et 1972). Chaque numéro est précédé de « WV » (Werkverzeichnis [Catalogue des œuvres]). 
Il est aussi l'auteur d'un ouvrage pédagogique pour le piano, Rudimenta panduristae oder Geig-Fundamenta publié à Augsburg en 1751.

### Clavier
- 6 divertimentos pour clavecin, op. 1 (éd. A. Bernardi, Vienne 1753 ; arr. clavecin ou harpe et violon ad libitum , éd. Huberty, 1760)

### Opéras
- Ariodante (Venise, 1745)
- La generosità trionfante (1745)
- La clemenza di Tito (1745)
- Demetrio (Florence 1746)

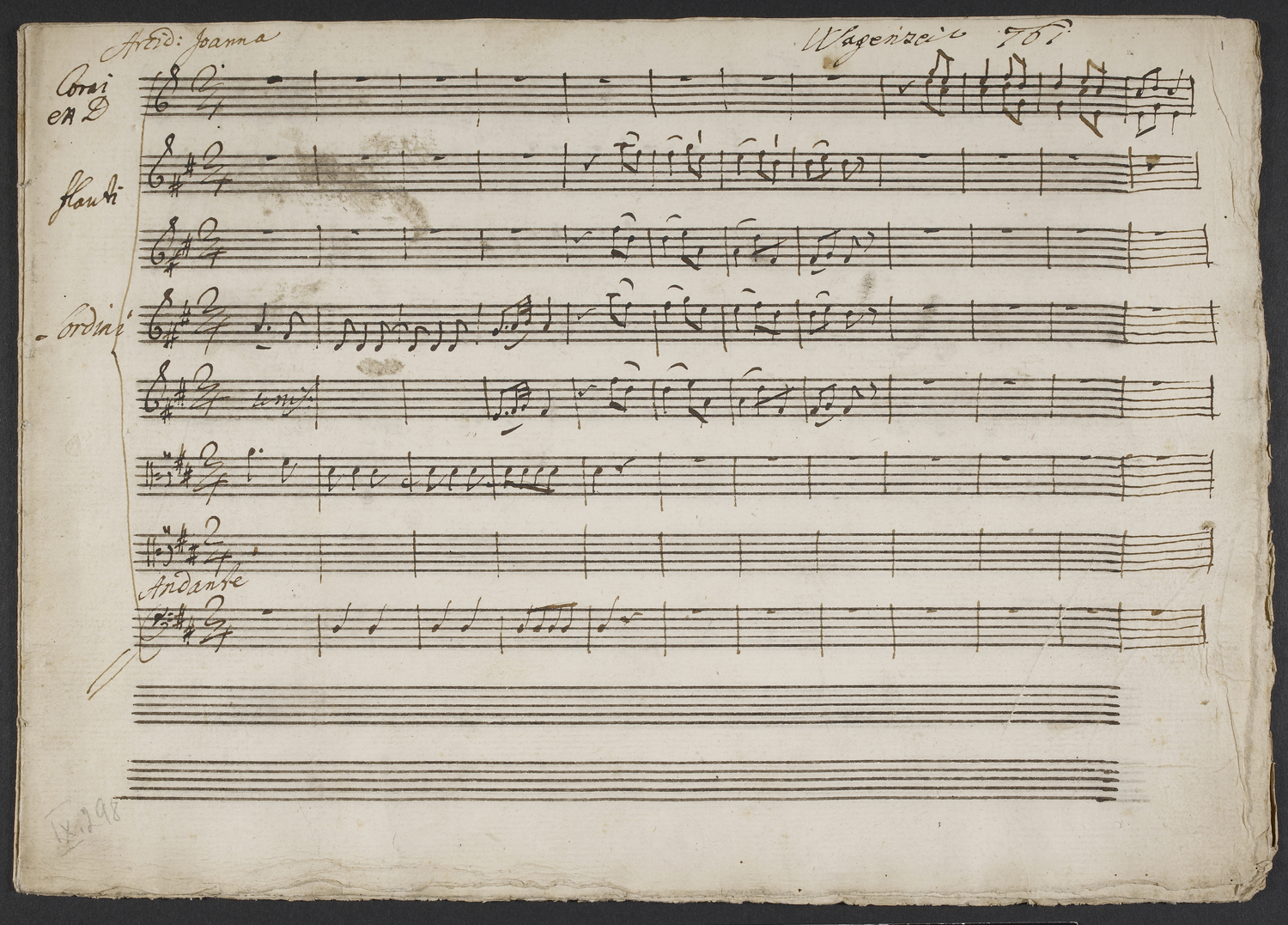
Partition autographe de Christoph Georg Wagenseil, Joanna (1761). (British Library Ms. Zweig 98, f° 1r)

- Alexander der Grosse in Indien (1748)
- Il Siroe, Rè di Persia (1748) Livret de Metastasio.
- L'olimpiade (1749)
- Andromeda (1750)
- Antigono (1750)
- Euridice (1750)
- Armida placata (1750)
- Vincislao (1750)
- Le cacciatrici amanti (1755)
- Prometeo assoluto (1762)
- Catone (?)
- Merope (1766)

## Discographie
- Symphonies Vol. 1 (WV 351, 413, 418, 438, 441) - L'Orfeo Barockorchester, dir. Michi Gaigg (16–18 décembre 1997, CPO 999 450-2) (OCLC 42020213)
- Symphonies Vol. 2 (WV 361, 374, 393, 398, 421, 432) - Stuttgarter Kammerorchester, dir. Johannes Goritzki (15–18 novembre 2004, CPO 777 112-2) (OCLC 723953959)
- Concerts choisis (pour harpe WV 281, pianoforte WV 325, flûte WV 342, hautbois, basson WV 345) - Ensemble l'Écho du Danube, dir. Alexander Weimann (5–10 juillet 2007, Accent ACC 24186) (OCLC 811449824)
- Concerti per organo (nos 2, 3, 5 et 6) - Elisabeth Ullmann, orgue ;  Ensemble Piccolo Concerto Wien (septembre 2002 - Accent ACC 24248) (OCLC 906202097)
- Quatuors pour cordes graves - Ensemble Piccolo Concerto Wien : Johanna Gamerith, Éva Posvanecz, altos ; Balázs Máté, Juris Teichmanis, Krist van der Glotz, violoncelles ; Roberto Sensi, contrebasse et direction (18–20 juillet 1999, 2CD Symphonia SY 99168-9 / Accent ACC 24242) (OCLC 856585632)